# Parafia Niepokalanego Poczęcia Najświętszej Maryi Panny w Busku-Zdroju
Parafia Niepokalanego Poczęcia Najświętszej Maryi Panny w Busku-Zdroju – najstarsza parafia w mieście Busko-Zdrój. Należy do dekanatu buskiego diecezji kieleckiej. 

## Historia parafii
Założona w 1592 roku. Do parafii w 1984 roku należeli wierni z następujących miejscowości: Busko-Zdrój (część), Biniątki,  Bronina, Kostki Duże, Kostki Małe, Las Winiarski, Łagiewniki, Owczary, Wełecz, Oleszki i Zbrodzice. 21 czerwca 2008 roku parafię nawiedził Obraz Matki Boskiej Częstochowskiej. Od 2011 roku wydawany jest miesięcznik, biuletyn „Blask światłości”.

## Proboszczowie
| Imię i nazwisko                       | Okres     |
| ------------------------------------- | --------- |
| ks. Wojciech Świątkiewicz (1812–1867) | 1843–1867 |
| ks. Franciszek Uryniecki (1844–1920)  | 1898–1920 |
| ks. Antoni Otrembski (1879–1945)      | 1920–1945 |
| ks. Adam Molisak (1894–1953)          | 1945–1953 |
| ks. Walenty Kański                    | 1953–1973 |
| ks. Stefan Stanek                     | 1973      |
| ks. Stefan Nowaczek                   | 1973–1982 |
| ks. Marian Gosek                      | 1982–1988 |
| ks. Kazimierz Dzieża                  | 1988–2004 |
| ks. Tadeusz Szlachta                  | od 2004   |